# Mougon
Mougon korábbi község Franciaországban, Deux-Sèvres megyében. 2017. január 1-jén Thorigné korábbi községgel egyesült. Az így létrehozott Mougon-Thorigné község újabb egyesüléssel a 2019. január 1-jén létrejött Aigondigné új község része lett.
Lakosainak száma 2073 fő (2018. január 1.). Mougon Fressines, Aigonnay, Prahecq, Sainte-Blandine, Thorigné és Vouillé községekkel határos.

## Népesség
A település népességének változása:
| Lakosok száma | 2102 | 2134 | 3523 | 2089 | 2073 |
|               | 2013 | 2015 | 2016 | 2017 | 2018 |